# Ptomacanthus
Ptomacanthus é um gênero de peixe que viveu há 415 milhões de anos no período Devoniano, que ao lado do Acanthodes, tem uma das mais antigas caixas cranianas já encontradas.

## Morfologia
Uma pesquisa feita em 2009 apresenta detalhes sobre a morfologia da caixa craniana de Ptomacanthus, que é mais de 100 milhões de anos mais velha que a Acanthodes. É uma morfologia radicalmente diferente de Acanthodes, que tem várias características importantes para a evoluções dos acantodianos. A caixa craniana de Acanthodes parece ser mais semelhante à dos primeiros vertebrados ósseos. (A linhagem que inclui os humanos e outros vertebrados que vivem na terra). Por esse motivo, pensava-se que os acantodianos compartilhavam um ancestral mais próximo com os vertebrados ósseos do que com os tubarões. No entanto, a caixa craniana do Ptomacanthus se assemelha mais à dos primeiros peixes semelhantes aos tubarões e compartilha muitas poucas características em comum com o Acanthodes e os vertebrados ósseos.